# Hjalmar Johansen
Hjalmar Peter Martin Johansen (Koppenhága, 1892. november 1. – Koppenhága, 1979. december 9.) olimpiai bronzérmes dán tornász.
Az 1912. évi nyári olimpiai játékokon indult tornában és a csapat összetettben szabadon választott szerekkel bronzérmes lett.
Klubcsapata a FGS volt.